# Odon Stigand
Pour les articles homonymes, voir Stigand (homonymie).
Odon Stigand ou Stigand de Mézidon (mort en novembre 1066 à Rouen) est un baron normand du XIe siècle, proche de la famille ducale.

## Biographie
Selon Orderic Vital, Odon Stigand est un puissant seigneur de l'ouest du duché normand, qui porte le titre de baron de Mansione Odonis.
En 1035, il accompagne le duc Robert le Magnifique en pèlerinage à Jérusalem avant de devenir le chambellan du jeune fils et successeur de ce dernier, Guillaume le Conquérant.
Vers 1050, à la demande du duc Guillaume, Odon Stigand fait bâtir une forteresse stratégique au bord de la Dives, centre d'une nouvelle baronnie ; de cette forteresse naît le bourg de Mézidon (Mesodon v. 1040), dont le nom est transcrit Mansione Odonis en latin médiévalet signifie le « Domaine d'Odon ». Odon Stigand possède de nombreux fiefs s'étendant de part et d'autre de la Dives, vers Canon, Lécaude et Saint-Pierre-sur-Dives, mais également en Cotentin, à Rouen et dans ses environs.
Vers 1055, il fonde le prieuré de Sainte-Barbe-en-Auge, situé dans le diocèse de Lisieux.
Odon Stigand meurt à Rouen en 1066 ; l'archevêque Maurille assiste à ses funérailles avant son inhumation dans le cloître de l'abbaye Saint-Ouen. La baronnie de Mézidon passe à Rabel de Tancarville auquel Odon Stigand avait donné en mariage sa fille Agnès.
Deux de ses fils, Odon Stigand II (1036-1062) et Robert Stigand (après 1036-1086), s'exilent à la fin des années 1050 en Méditerranée et s'illustrent à Byzance après probablement un passage en Italie du Sud où vivent de nombreux compatriotes normands. Odon Stigand II, qui sait le grec, est durant trois années en fonction dans la capitale impériale, notamment comme protospathaire et thalamèpolos, c'est-à-dire chambellan à la cour impériale. Après avoir servi les empereurs byzantins Isaac Comnène (1057-1059) et Constantin Doukas (1059-1067), il rentre en Normandie où il devient chambellan du duc Guillaume, pour peu de temps ; il meurt à l'âge de 26 ans, en 1062. Son frère Robert Stigand rapporte lui de Byzance, de l'or, des pierres précieuses et des reliques de sainte Barbe.

## Sources
- René-Norbert Sauvage, La chronique de Sainte-Barbe-en-Auge, Caen, 1907.